# Lepa Mladjenovic
Lepa Mladjenovic (in serbo Лепа Млађеновић?, Lepa Mlađenović; Belgrado, 9 novembre 1954) è un'attivista jugoslava femminista, lesbica e impegnata contro la guerra, pioniera del femminismo della seconda ondata in Serbia.

## Biografia
Nata a Belgrado, ha trascorso le vacanze estive dell'infanzia a Sarajevo e sul mare Adriatico.
È una terapeuta femminista per le donne sopravvissute alla violenza maschile o alla lesbofobia, facilitatrice di workshop, scrittrice e docente. Fa parte di diversi consigli e reti internazionali che si occupano dei diritti delle lesbiche e della violenza contro le donne. Mladjenovic è considerata un simbolo dell'attivismo femminile nell'ex Jugoslavia.
A partire dal 2017, Mladjenovic vive a Belgrado.

### Lavoro sui diritti umani

#### Alternative alla psichiatria
Mladjenovic si è laureata presso il Dipartimento di Studi Psicologici della Facoltà di Filosofia dell'Università di Belgrado nel 1980. Da studentessa, si è opposta al rigido sistema educativo scrivendo lettere di protesta a professori che criticavano le regole conservatrici che non conferiscono potere agli studenti. Il primo movimento sociale a cui Mladjenovic ha partecipato attivamente è stato il Network for Alternatives to Psychiatry, il cui obiettivo era quello di de-istituzionalizzare la psichiatria considerata violenta ed escludente. Mladjenovic ha avviato e co-organizzato "Psichiatria e società", una conferenza internazionale di tre giorni nel 1983 presso il centro culturale studentesco di Belgrado. Ha fatto volontariato presso il centro di salute mentale a Trieste e ha scritto sulla Psichiatria Democratica in Italia e dei centri di terapia di comunità della Associazione Arbours a Londra, che si sono sviluppati dal movimento antipsichiatrico.

#### Attivismo femminista e contro la guerra
Mladjenovic ha cominciato ad occuparsi di attivismo femminista nel 1978, partecipando a DRUG-ca Žena (Compagne donne), la prima conferenza internazionale delle donne organizzata dalle femministe jugoslave presso il centro culturale studentesco di Belgrado, che è stato un punto di svolta per la società civile e femminista nell'ex Jugoslavia. Nel 1982, Mladjenovic ha co-organizzato il gruppo femminista Women and Society a Belgrado. Quattro anni dopo, ha organizzato un gruppo femminista di sole donne come parte di “Donne e società”, basato su un modello di autocoscienza.
Mladjenovic ha partecipato al primo incontro femminista jugoslavo a Lubiana nel 1987, organizzato dal gruppo femminista LILIT e dal gruppo lesbico LILIT LL dalla Slovenia. L'incontro ha incoraggiato la sorellanza, gli scambi, il sostegno all'attivismo femminile, le discussioni sulla violenza contro le donne, la salute riproduttiva delle donne, l'arte e la cultura delle donne e le prime iniziative per l'organizzazione lesbica. Con altre attiviste di Donne e società, Mladjenovic ha co-fondato la “SOS Hotline per donne e i loro figli vittime di violenza” a Belgrado nel 1990 ed è stata coordinatrice e consulente per le donne sopravvissute alla violenza maschile. Nel 1995 partecipa alla Conferenza mondiale delle donne di Pechino e successivamente è tra le fondatrci di WAVE Women against violence Europe.
Durante la guerra della ex-Jugoslavia ha lavorato con le donne vittime di guerra. Nel 1991, Mladjenovic si unì a Stanislava Staša Zajović e a molte altre attiviste femministe contro la guerra per fondare Women in Black. Il gruppo ha esordito con veglie settimanali di protesta contro il regime serbo, e in seguito è entrato a far parte della rete mondiale di Women in Black. Le Donne in nero di Belgrado tennero il loro primo incontro il 9 ottobre 1991.
Mladjenovic è stata una educatrice e terapeuta dal 1992 al 2012, lavorando con donne vittime di violenze maschili in Bosnia ed Erzegovina, Croazia e Ungheria. Nel 1993, Mladjenovic e altre volontarie femministe della associazione SOS Hotline hanno fondato Autonomni ženski centar (Centro autonomo delle donne); è stata consulente psicologica e coordinatrice del gruppo di consulenza del centro fino al 2011. Mladjenovic ha partecipato e facilitato numerosi seminari per donne e gruppi di sostegno per donne vittime di violenze maschili dal 2000 ad oggi, e facilita seminari di alfabetizzazione emotiva per attivisti (in particolare lesbiche) nei Balcani. Collabora in Italia con la l'Associazione DiRe Donne in Rete contro la violenza in qualità di formatrice e relatrice a convegni e seminari e ha pubblicato un articolo sulla consulenza femminista per la violenza sessuale.

#### Attivismo lesbico
Mladjenovic e Suzana Tratnik hanno partecipato dalla Jugoslavia alla conferenza dell'International Lesbian Information Service del 1986 a Ginevra. Lei, Dejan Nebrigic e molti altri attivisti hanno fondato Arkadia, la prima organizzazione gay e lesbica di Belgrado, nel 1990; il gruppo ha operato fino al 1997. Mladjenovic è stata la prima lesbica in Serbia a fare coming out durante una trasmissione televisiva pubblica (nel 1994); ha discusso di questioni gay e lesbiche e ha rappresentato il gruppo Arkadia. Lei e molti altri attivisti di Arkadia hanno formato Labris, la prima organizzazione lesbica, l'anno successivo.
Come parte di Labris, Mladjenovic ha organizzato e partecipato alla prima settimana lesbica in Slovenia nel 1997 (organizzata dal gruppo lesbico femminista sloveno Kasandra). Quarantacinque persone hanno partecipato da Novi Sad, Maribor, Skopje, Belgrado, Zagabria, Pristina, Spalato e Lubiana, e l'evento ha introdotto la cooperazione femminista regionale. La seconda settimana lesbica si è tenuta a Sombor nel 2000 e la terza (entrambe organizzate da Labris) si è svolta a Novi Sad nel 2004. e la quarta settimana lesbica è stata organizzata nel 2011.
Mladjenovic è stato una co-organizzatrice del Belgrado Pride del 2001. Lei e molte altre consulenti lesbiche hanno fondato la linea di consulenza SOS per lesbiche nel 2012, dove è stata facilitatrice di workshop e consulente psicologica dal 2017.

## Riconoscimenti
Mladjenovic ha ricevuto il Premio Felipa de Souza, assegnato da OutRight Action International, per il suo contributo all'attivismo LGBT per i diritti umani nel 1994 durante una celebrazione del Pride a New York. Quando ha ricevuto il premio, ha detto: "Il luogo da cui vengo non è la nazione in cui sono nata, ma un paese lesbico perduto che non ho mai avuto, ma riuscirò a crearlo, in qualche modo".
La Novi Sad Lesbian Organization (NLO) ha onorato Mladjenovic nel 2011 aprendo una sala di lettura lesbica, femminista e antifascista radicale a lei intitolata. Nel 2013 ha ricevuto l'Anne Klein Women's Award, presentato dalla Heinrich Boell Foundation. Mladjenovic ha portato 22 attiviste lesbiche della regione alla cerimonia di premiazione a Berlino nell'ambito di una visita di studio lesbica.

## Pubblicazioni
Dal 1992 al 2012, Mladjenovic è stata componente e formatrice del Centro delle donne di Belgrado. Ha scritto diversi saggi sullo stupro di guerra, la violenza contro le donne, i diritti delle lesbiche, le lesbiche in tempo di guerra, il femminicidio, l'approccio femminista alla giustizia di transizione, la solidarietà delle donne e l'alfabetizzazione emotiva. Nel suo manifesto, "Politica di solidarietà femminile", afferma:
La solidarietà delle donne è un inizio di defascistizzazione di ognuna di noi. Perché scegliamo la comprensione e non l'accusa, scegliamo l'empatia e non l'odio. Scegliamo di essere responsabili dei nostri atti, emozioni e pensieri, invece di assumere il ruolo di vittima. La solidarietà delle donne è una politica di antifascismo. Perché scegliamo di occuparci dell'Altro, del diverso da me. Quando guardiamo i bambini con occhi solidali allora i nostri figli non sono necessariamente migliori o più belli di quelli degli altri.